# Юрска федерация
Юрска федерация (на френски: Fédération jurassienne) е асоциация на работниците, възникнала в планините Юра, в Швейцария, и която има членове главно в градовете Льо Локл, Сонвилие, Ла Шо дьо Фон, Берн и Ньошател и в цялата долина Сен Имиер. Тя е разпусната през 1880 г.
Групата се ражда към края на 1860-те години като асоциация на часовникарски работници и от самото начало има силни социалистически и антидържавнически идеи, които се консолидират със сътрудничеството на Михаил Бакунин. След разцеплението между марксисти и бакунинисти през 1872 г. в рамките на Първия интернационал, федерацията се превръща в оживителен център на революционния дух на последните. Сред сътрудниците и участниците са повечето анархисти от този период, включително швейцарците Адемар Швицгуебел и Огюст Шпичигер, французите Елизе Реклю, Гюстав Льофрансе, Жан-Луи Пинди, Пол Брус и Беноа Малън, италианците Карло Кафиеро и Ерико Малатеста, руснаците Пьотър Кропоткин и Жуковски и много други.
На Джеймс Гийом е поверено списанието на федерацията Le Bulletin de la Fédération jurassienne, което привлича голям брой сътрудници от цяла Европа и което, въпреки малкия си тираж, оказва силно влияние върху анархисткото движение.